# Felixstowe Fury
El Felixstowe F.4 Fury (matrícula N123), también conocido como Porte Super-Baby, fue un hidrocanoa triplano británico de cinco motores diseñado por John Cyril Porte en la Estación Experimental de Hidroaviones, Felixstowe, inspirado por el Wanamaker Triplane/Curtiss Model T. En ese momento, el Fury era el mayor hidroavión del mundo, el mayor avión británico y el primer avión controlado exitosamente por medios servoasistidos.
El programa de pruebas de vuelo demostró la idoneidad del avión para el vuelo de larga distancia, aunque el 11 de agosto de 1919 (la víspera de un vuelo planeado desde Inglaterra hasta Sudáfrica) entró en pérdida y se estrelló en el mar después de despegar, muriendo un miembro de la tripulación y sufriendo daños irreparables.

## Desarrollo
Comenzado a principios de 1917, el Porte Super-Baby era un avión enorme para los estándares de la época, con una envergadura comparable a los diseños monoplano de hidrocanoa de los años 30. La construcción fue supervisada por el Suboficial R. Gowing en Felixstowe. El casco, del que se afirmaba que era el mejor de todos los diseños de Porte, estaba entablado diagonalmente con madera de cedro, formando un fondo en V muy ancho, ligeramente cóncavo con grandes lomos del fuselaje. Los anteriores cascos de Felixstowe usaban una sección de borde recto. Los experimentos sobre los efectos de diferentes escalones en el casco se llevaron a cabo en el tanque Froude en el Laboratorio Nacional de Física, primero con uno, luego dos y tres, volviendo finalmente a los dos escalones.
Fue ensamblado y fotografiado en Felixstowe ya el 2 de octubre de 1918, pero fue entregado el 31 de octubre, realizándose el primer vuelo el 11 de noviembre con Porte a los mandos. Concebido con propósitos militares y armado con ametralladoras Lewis, el Fury no entró en servicio, ya que su primer vuelo el Día del Armisticio significó que se pusiera énfasis en las capacidades civiles del avión.
Las alas paralelas del Fury comprendían las alas bajas de 3 vanos, montadas cerca de la parte superior del casco, y un par de alas superiores de 4 vanos de mayor envergadura. Todas estaban soportadas por pares de puntales verticales y arriostrado diagonal cruzado. El diseño original especificaba tres motores Rolls-Royce Condor de 450 kW (600 hp), pero no estaban disponibles, y, en su lugar, se instalaron cinco motores Rolls-Royce Eagle VII de 249 kW (334 hp). Estaban montados en el ala media y soportados por puntales adicionales, configurados como dos parejas exteriores tractora/propulsora en tándem y uno central propulsor. Además de su configuración de ala triplano, el Fury poseía un plano de cola biplano con tres timones, montados en un único empenaje vertical similar al del triplano Curtiss. Al Fury se le proporcionaron inicialmente servomotores para las superficies de control de vuelo principales, diseñados por el Comandante Arthur Quilton Cooper, pero fueron retirados más tarde sin comprometer las capacidades del piloto de controlar este gran avión. En algún momento, los motores fueron reemplazados por los más potentes Eagle VIII.

## Historia operacional

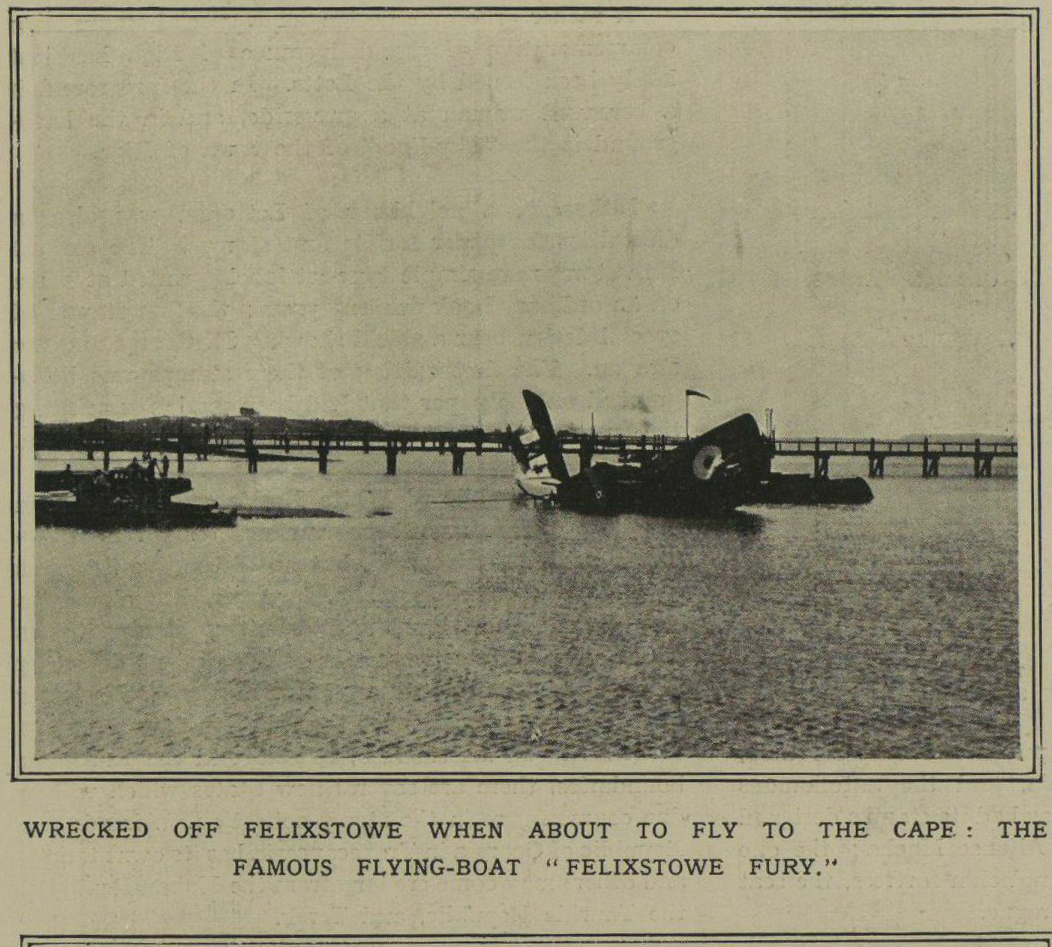
Un recorte del The Illustrated London News del 16 de agosto de 1919, mostrando los restos del Fury siendo arrastrados hacia una rampa en la Seaplane Experimental Station.

Con la intensa competición de principios de 1919 por realizar el primer vuelo transatlántico, se planeó unirse a otros equipos de la carrera transportando en barco al Fury hasta Cape Broyle, Terranova y Labrador. La intención era ejecutar un vuelo sin escalas, aunque el tamaño del avión presentaba un problema, ya que no se encontró un barco con la capacidad lo suficientemente grande como transporte, y el proyecto fue rechazado oficialmente debido a los gastos, a pesar de que el cruce estaba dentro de las capacidades del Fury; la capacidad de combustible era de 6819 l. El 24 de abril de 1919, el Fury realizó un vuelo de 7 horas. Volado inicialmente con un peso de diseño de 11 000 kg, su peso sobrecargado era de 13 000 kg, y el avión se comportó bien en ambos límites. La preferencia del Ministerio del Aire por dejar el logro sin escalas como un negocio privado condujo al abandono del intento alrededor de la tercera semana de mayo de 1919, cuando se retomaron los vuelos de pruebas.
El primer cruce del Atlántico por el Curtiss NC-4 comenzó el 8 de mayo, alcanzó Lisboa el 27 de mayo y llegó a Plymouth el día 31, con gran fanfarria, como el primer vuelo desde Norteamérica (Estados Unidos, Canadá y Labrador) hasta Gran Bretaña e Irlanda. Le siguió el primer cruce atlántico si escalas por Alcock y Brown pocas semanas más tarde, usando un Vickers Vimy modificado, que aterrizó en Clifden, Irlanda, el 15 de junio.
Más tarde se realizaron planes para otro vuelo de larga distancia, esta vez de 12 875 km desde Inglaterra a Ciudad del Cabo, Sudáfrica, vía Gibraltar, Malta, Alejandría, Jartum, Lago Victoria, Lago Tanganica, Lago Malaui, Beira y Durban. Debía comenzar el 12 de agosto de 1919 desde Plymouth; se establecieron almacenes de reabastecimiento y reavituallamiento en todo el recorrido, apoyados por detallados informes meteorológicos. Se estaban realizando los preparativos finales el 11 de agosto en Felixstowe, cuando el avión sufrió un deslizamiento lateral a baja altitud y se estrelló a 90 mph poco después del despegue, rompiéndose en el impacto. El accidente en la rada, a unas 500 yardas de la costa, fue presenciado por una gran multitud de turistas.
A pesar de los intentos en el rescate, uno de los siete tripulantes (el operador de radio Teniente S.E.S. McLeod), quedó atado a su asiento y se ahogó. Los tripulantes supervivientes rescatados por chalupas fueron: oficial jefe, Coronel T.S.M. Fellowes, pilotos, Comandante E.R. Moon y Capitán C.L. Scott, ingeniero jefe, Teniente J.F. Armitt y mecánicos, Suboficial J.G. Cockburn y Suboficial H.S. Locker. El cuerpo de McLeod fue recuperado después del rescate y los restos fueron finalmente remolcados a la costa.
El accidente fue una sorpresa, ya que el Fury fue objeto de pruebas exhaustivas en las 12 semanas anteriores al vuelo, sobrepasando las expectativas de la tripulación, que tenía una confianza total en el avión. Las pruebas de vuelo estaban en concordancia con los márgenes de seguridad de la RAF; sin embargo, el Jefe del Estado Mayor del Aire, el Vicemariscal del Aire Hugh Trenchard, consideraba el vuelo como una prueba de fiabilidad de servicio y no se publicaron detalles del proyecto.
El Felixstowe Fury fue el último avión diseñado por Porte en Felixstowe; desmovilizado, ya había abandonado la RAF para trabajar en la Gosport Aircraft Company en sus hidrocanoas. Sin Porte y sin el Oficial Técnico Jefe John Douglas Rennie para supervisar, puede que el Fury fuera cargado incorrectamente. Parece ser que el Comandante Moon, a los mandos, dejó el agua antes de alcanzar la velocidad de vuelo segura y, con insuficiente potencia a la que recurrir, el avión entró en pérdida.
Dos meses después de la destrucción del Fury, Porte enfermó inesperadamente de tuberculosis pulmonar, muriendo el 22 de octubre de 1919, a la edad de 35 años.

## Variantes
Gosport G9
Versión comercial no realizada del Fury, diseñada principalmente para transportar correo y cargas valiosas a largas distancias sobre el mar, o 10-12 pasajeros y tres tripulantes con un peso cargado de 28 000-29 000 lbs, con 3100 lbs de carga. Equipado con tres motores Rolls-Royce Condor en una configuración de dos tractores y uno propulsor (como se había concebido originalmente el Fury, eran dos motores Cosmos Hercules de 1000 hp y cuatro Napier Lion de 450 hp en parejas push-pull). El diseño era similar a la variante G5 de Porte para el Felixstowe F.5.

## Operadores
Reino Unido
- Real Fuerza Aérea

## Especificaciones (a "media carga")
Referencia datos: Bruce

### Características generales
- Tripulación: Siete
- Capacidad: 24-30 (transporte de pasajeros)
- Longitud: 19,3 m (63,2 ft)
- Envergadura: 37 m (121,4 ft)
- Altura: 8,4 m (27,5 ft)
- Superficie alar: 288,7 m² (3107,6 ft²)
- Peso vacío: 8420 kg (18 557,7 lb)
- Peso cargado: 11 459 kg (25 255,6 lb)
- Peso máximo al despegue: 14 969 kg[19]
- Planta motriz: 5× motor lineal V12 refrigerado por agua Rolls-Royce Eagle VIII.
  - Potencia: 249 kW (343 HP; 339 CV) cada uno.
- Hélices: Tres propulsoras de cuatro palas de paso fijo, dos tractoras bipala

### Rendimiento
- Velocidad máxima operativa (Vno): 156 km/h (97 MPH; 84 kt) a 610 m (2000 pies)
- Techo de vuelo: 3700 m (12 139 ft)
- Régimen de ascenso: 1,8 m/s (352 ft/min)
- Tiempo a altitud: 28 min 20 s a 3048 m (10 000 pies)

### Armamento
- Ametralladoras: 

  - Al menos, 4x Lewis[20] (2 en el morro, 2 dorsales)[8][2]

## Aeronaves relacionadas

### Desarrollos relacionados
- Curtiss NC
- Curtiss Model T

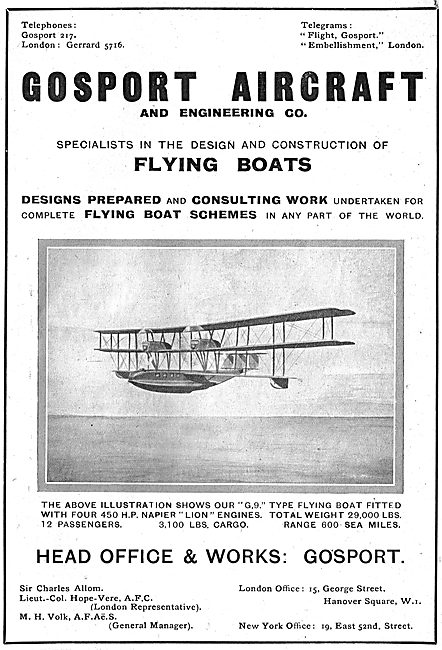
Anuncio presentando el Gosport G9, 7 de julio de 1920.

- Handley Page V/1500 Atlantic
- Sopwith Atlantic
- Tarrant Tabor
- Fairey N.4
- Felixstowe Porte Baby
- Felixstowe F.5[15]
- Gosport G9[15]
- Blackburn Iris
- Blackburn Sydney
- Blackburn Perth
- Short Sarafand

### Secuencias de designación
- Secuencia F._ (interna de Felixstowe): ← Felixstowe Porte Baby - Felixstowe F.2 - Felixstowe F.3 - F.4 - Felixstowe F.5 - Felixstowe F5L